# Keinton Mandeville
Keinton Mandeville est une paroisse civile et un village du Somerset, en Angleterre.